# Richard Müller (Fußballspieler)
Richard Müller (Lebensdaten unbekannt) war ein deutscher Fußballspieler.

## Karriere
Müller gehörte zunächst dem amtierenden Berliner Meister BFC Preussen an, für den er in den vom Verband Berliner Ballspielvereine organisierten Meisterschaften als Mittelfeldspieler in der Saison 1899/1900 Punktspiele bestritt und damit beitrug, das die Meisterschaft verteidigt wurde. In der darauf folgenden Saison gewann der BFC Preussen erneut die Meisterschaft, jedoch ohne ihn, hatte er sich doch dem Ligakonkurrenten BTuFC Britannia 1892 angeschlossen, der die Saison als Drittplatzierter beendete.
In der erstmals in zwei Gruppen ausgetragenen Berliner Meisterschaft 1901/02 ging er mit seiner Mannschaft als Sieger der Gruppe 1 hervor und traf im Finale auf den BTuFC Viktoria 89, dem Sieger der Gruppe 2. Das am 4. und 11. Mai 1902 in Hin- und Rückspiel ausgetragene Finale endete jeweils mit Siegen der Gastmannschaft, sodass in einem notwendig gewordenen dritten Spiel der Meister ermittelt werden musste. Mit dem 5:1-Sieg sicherte sich der BTuFC Viktoria 89 seine sechste Berliner Meisterschaft seit 1893.
In den beiden folgenden Spielzeiten setzte er sich dem BTuFC Britannia 1892 in einer acht Mannschaften umfassenden Gruppe mit vier und einem Punkt Abstand vor dem BTuFC Viktoria 89 durch und gewann somit seine ersten beiden Titel. Damit nahm er auch an den beiden Endrunden um die Deutsche Meisterschaft teil. Bei seinem Debüt am 10. Mai 1903 auf dem Sportplatz Friedenau in Berlin unterlag er im Viertelfinale dem späteren ersten Meister, dem VfB Leipzig, mit 1:3, wobei er mit dem Treffer zum Endstand in der 88. Minute sein erstes Tor erzielte. Seinen letzten beiden Endrundenspiele bestritt er mit dem Viertel- und Halbfinale am 24. April und 8. Mai 1904. In der ersten Begegnung mit dem Karlsruher FV, die auf dem Sportplatz Friedenau mit 6:1 gewonnen wurde, erzielte er mit dem Treffer zum 1:0 per Strafstoß in der sechsten Minute sein zweites Tor. Nach dem 3:1-Sieg über den SC Germania von 1887 wurde das Finale erreicht.
Das am 29. Mai 1904 in Kassel vorgesehene Finale gegen den VfB Leipzig fand jedoch nicht statt. Der Karlsruher FV hatte beim DFB Protest gegen die Wertung dieser Meisterschaft eingelegt. Der DFB hatte die ausschreibungsgemäße Ansetzung der Endrundenspiele an neutralem Orte nicht eingehalten; daraufhin wurde am Vormittag das Endspiel abgesagt und die Meisterschaftsendrunde annulliert.

## Erfolge
- Teilnahme an der Endrunde um die Deutsche Meisterschaft 1903, 1904
- Berliner Meister 1900, 1903, 1904